# Internacionalisme proletari

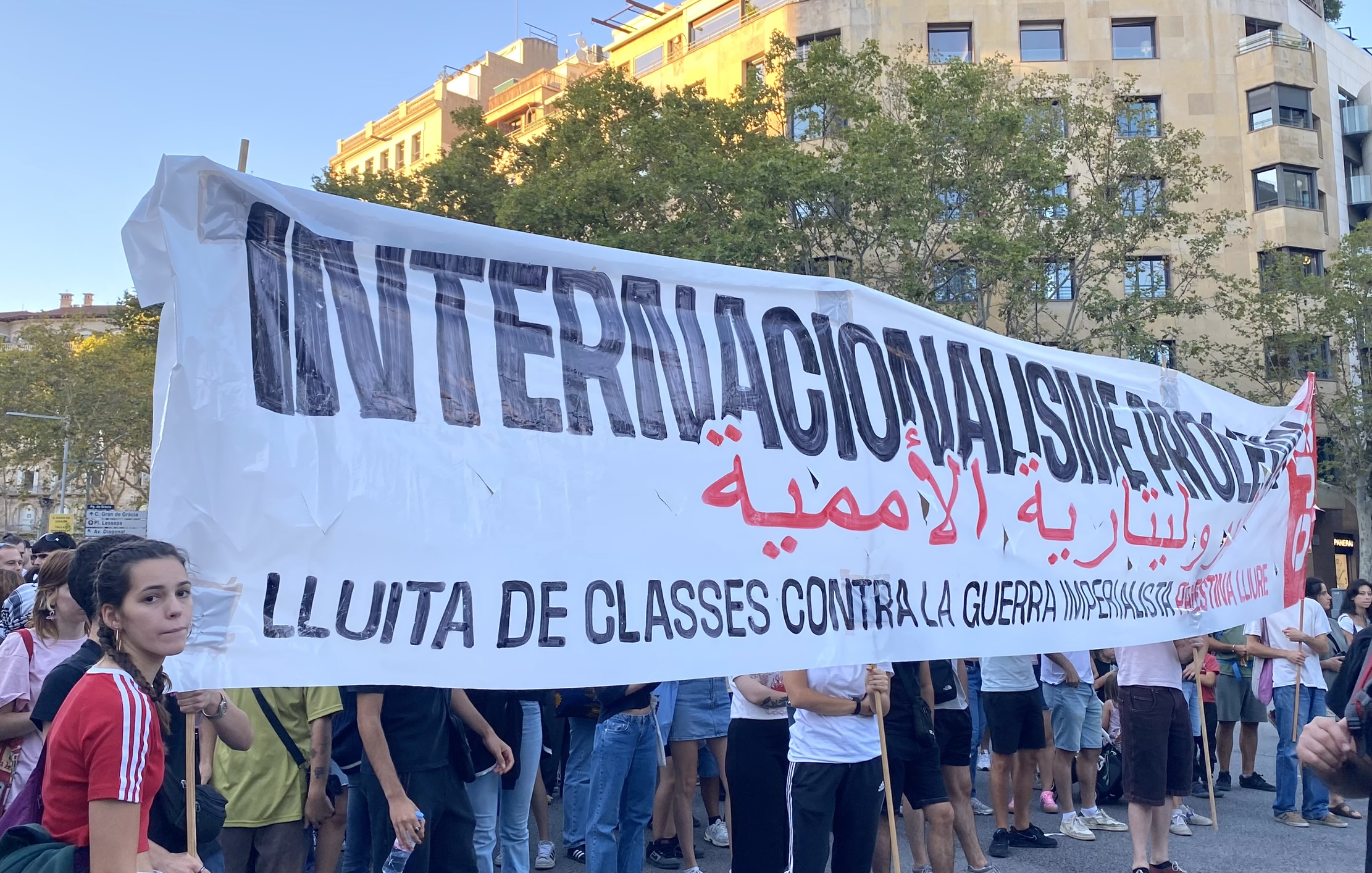
Pancarta de l'Organització Juvenil Socialista per a la vaga del 27S a favor de l'internacionalisme proletari.

L'internacionalisme proletari és un concepte marxista basat en la idea que el capitalisme és un sistema global, i que per tant la classe obrera ha d'actuar també com a classe social mundial. Segons l'internacionalisme proletari, els treballadors han de ser solidaris amb les classes treballadores d'altres països amb problemes per a lluitar pels interessos comuns de la seva classe al món. Per als marxistes clàssics el nacionalisme era un tret identitari secundari front al fet de ser proletaris, i les confrontacions entre diferents ètnies eren manipulacions imperialistes per afeblir al conjunt o unió de la classe obrera.

Estrella internacionalista

Amb la consigna «Proletaris de tots els països, uniu-vos!», l'escriptora socialista Flora Tristán posà les bases de l'internacionalisme com a element imprescindible per a l'emancipació de la classe obrera i la derrota del capitalisme. En ocasions atribuïda a Karl Marx, aquesta proclama resumeix l'esperit amb què naixia el 1864 l'Associació Internacional de Treballadors (altrament coneguda com la Primera Internacional), com un organisme de fraternitat de les treballadores de tot el planeta.